# José Eugenio Ellauri Obes
José Eugenio Ellauri Obes (Montevideo, Uruguai, 1834- ídem., 1894), va ser un polític i advocat uruguaià, president de la República entre 1873 i 1875. Després de Gabriel Pereira i Lorenzo Batlle és el tercer dels president que van ser elegits, malgrat que havien dit clarament que no volien el càrrec. És el fill de José Longinos Ellauri, l'autor material de la constitució.

## Biografia
Fill del president de la primera Assemblea Constituent de l'Uruguai, José Longinos Ellauri, es va graduar com a advocat el 1857. Va ocupar breument el Ministeri de Relacions Exteriors durant la presidència de Lorenzo Batlle, el 1868, i més tard va ser nomenat President del Senat.
Va ser elegit president l'1 de març de 1873 i va negar a acceptar el càrrec. Aquest refús fou rebutjat per unanimitat. Una delegació el va convèncer de presentar-se al Cabildo. Hi va anar amb la intenció de reiterar la seva renúncia però, persuadit pel suport dels caps militars, va canviar d'idea i va acceptar el càrrec.
Després dels esdeveniments violents entre els seus partidaris i l'oposició popular -recolzada aquesta última per diversos caps militars entre qui sobresortia el Coronel Lorenzo Latorre, el 15 de gener de 1875 va renunciar a la presidència i se'n va anar a Argentina on es va instal·lar a Buenos Aires, on viurà gairebé quinze anys. Era la fi del cicle dels presidents «malgrat seu». Va ser substituït per Pedro Varela Olivera.
El 1891, un any després de tornar al país, va ser comissionat pel govern del seu íntim amic Julio Herrera y Obes per a una important missió diplomàtic-financera a Londres.
Va tornar a ser proposat com a candidat per a la presidència de la República el 1894. Hi va ser efectivament elegit denou encara que, en no haver obtingut la majoria dels vots, i probablement tenint en compte la seva experiència anterior, va renunciar abans d'assumir el 12 de març de 1894.
Va ser home de cultura notòriament superior a la dels seus contemporanis i poc afecte a l'activitat política, a la qual va accedir sense voler. La historiografia uruguaiana l'ha considerat tradicionalment com un president dèbil i dubitatiu.